# Giovanni Veronesi (cestista)
Giovanni Veronesi (Brescia, 21 marzo 1998) è un cestista italiano. Gioca in Serie A con la Vanoli Cremona.
Guardia tiratrice-ala di 198 cm, ha giocato in Serie A con Brescia e Sassari.